# Juan Quiroga
Juan Leandro Quiroga (Córdoba, 20 aprile 1982) è un ex calciatore argentino, di ruolo difensore.

## Caratteristiche tecniche
È un terzino sinistro.

## Carriera
È cresciuto nelle giovanili del Banfield.